# Ewald Moldt

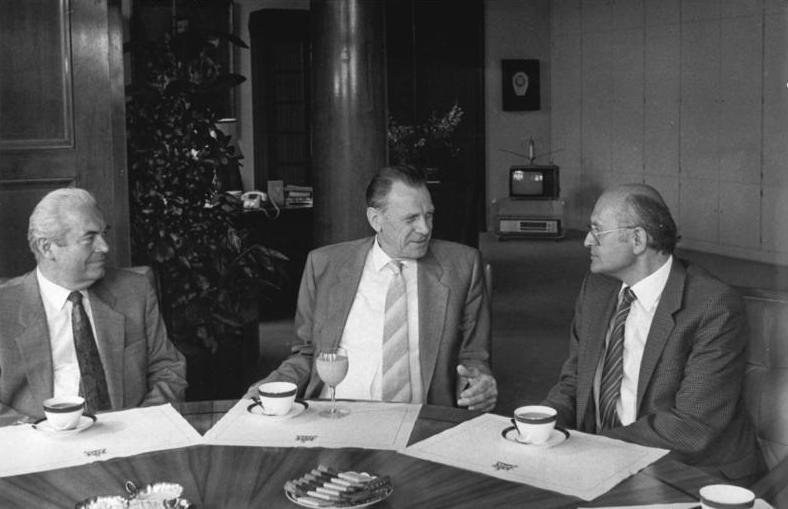
Ewald Moldt (links), Werner Eberlein und Herbert Schmalstieg, Hannover 1987

Ewald Moldt (* 22. April 1927 in Greifswald; † 17. Oktober 2019) war ein deutscher Diplomat und Politiker der DDR. Er war von 1978 bis 1988 Leiter der Ständigen Vertretung der DDR in der Bundesrepublik Deutschland sowie von 1970 bis 1978 und von 1988 bis 1990 Stellvertretender Außenminister der DDR.

## Leben
Während des Zweiten Weltkrieges arbeitete Moldt im Hauptzollamt in Stralsund, wurde jedoch 1944 von der Wehrmacht eingezogen. Im Frühjahr 1945 wurde er verwundet. Nach Kriegsende war er an der Gründung von Antifa-Jugendausschüssen beteiligt und trat später der FDJ bei.
Nach dem Eintritt in die SPD 1945, und damit nach der Zwangsvereinigung von SPD und KPD 1946 in die SED, interessierte er sich für die Jugendarbeit in der Reichsbahndirektion Greifswald. Von 1947 bis 1950 war er Jugendamtsleiter der Kreisverwaltung. Danach begann er ein Studium an der Deutschen Akademie für Staats- und Rechtswissenschaft (DASR) in Forst Zinna und arbeitete anschließend beim Ministerium für Auswärtige Angelegenheiten (MfAA), wo er von 1953 bis 1958 als persönlicher Referent des Außenministers Lothar Bolz arbeitete.
Er setzte seine Tätigkeit als diplomatischer Mitarbeiter in den DDR-Botschaften in Rumänien und Polen bis 1963 fort. Im selben Jahr stieg er zum Leiter der Presseabteilung im MfAA auf. 1965 wurde er Botschafter der DDR in Rumänien.
Von 1970 bis 1978 war er stellvertretender Außenminister. Während dieser Zeit war er zwei Jahre lang Vorsitzender der UNESCO-Kommission der DDR. Zehn Jahre lang, von 1978 bis 1988 war er Leiter der Ständigen Vertretung der DDR in der Bundesrepublik, noch im selben Jahr wurde er erneut stellvertretender Außenminister der DDR. Nach der Wende und friedlichen Revolution in der DDR wurde er im März 1990 in den Vorruhestand versetzt.
Von 1986 bis 1989 war er Mitglied des ZK der SED.

## Auszeichnungen
- 1964 Vaterländischer Verdienstorden in Bronze
- 1965 und 1973 Vaterländischer Verdienstorden in Silber
- 1977 Orden Banner der Arbeit
- 1984 Vaterländischer Verdienstorden in Gold
- 1987 Großer Stern der Völkerfreundschaft